# Crocodile River (film, 1965)
 (août 2018).
Si vous disposez d'ouvrages ou d'articles de référence ou si vous connaissez des sites web de qualité traitant du thème abordé ici, merci de compléter l'article en donnant les références utiles à sa vérifiabilité et en les liant à la section « Notes et références ».
Pour plus de détails, voir Fiche technique et Distribution.
Crocodile River (鱷魚河 - แม่น้ำจระเข้) est un film hongkongo-thaïlandais réalisé par Lo Wei et sorti en 1965. 

## Histoire
Deux familles et deux villages, séparés par la rivière éponyme infestée de sauriens, se détestent cordialement à la suite d'une sombre affaire de débordements sentimentaux : Peng Hu n'apprécie en effet que modérément que sa fiancée ait été dépucelée et engrossée par son rival Qi Da-nian, tandis que ce dernier estime que la jeune fille lui a été enlevée à ses dépens (il se console cependant en épousant une autre personne).
Une vingtaine d'années après les événements, les enfants respectifs de Peng Hu et Qi Da-nian se retrouvent dans la même institution éducative et développent une attirance mutuelle, ce qui ne sera pas sans entrainer diverses conséquences positives et négatives.

## Fiche technique
- Titre original : Crocodile River - 鱷魚河 - แม่น้ำจระเข้
- Réalisation : Lo Wei
- Scénario : Chang Cheh
- Société de production : Shaw Brothers, Aswin Film Studios
- Pays d'origine : Hong Kong
- Langue originale : mandarin
- Format : Couleurs - 2,35:1 - Mono - 35 mm
- Genre : drame lacrymal
- Durée :  min
- Date de sortie : 1965

## Distribution
- Li Ting (actrice) : Peng Yu-zhen, une jeune fille désirable
- Paul Chang Chung : Qi You-di, un jeune homme séduisant
- Liu Liang-hua : Mei Hua
- Lo Wai : Peng Hu, père putatif de Yu-zhen
- Meng Chin : Peng Da-wen, frère de You-di
- Ah Kun : Qi Da-nian
- Marie : la nourrice de Yu-zhen
- Mana :
- Yao Hua-lo : Mei Jie
- Mei Hua-fo :
- Ya-kuang :
- Lau Ho : Lao He